# Vieux balinais
Le vieux balinais est la variété du balinais parlée entre le IXe et le XIVe siècle.

## Histoire
La période du vieux balinais s’étend du IXe siècle, qui correspond aux premières attestations écrites de la langue, qui sont surtout des décrets royaux, jusqu’au au XIVe siècle, à partir de quoi le balinais entre dans sa phase « moderne », où il est aussi appelé le « néo-balinais »,.
Si le vieux balinais a été la langue de l’aristocratie locale de 882 à 1050, il sera remplacé par le vieux javanais en tant que langue de la cour et de l’administration. Toutefois, ce dernier n’est pas le prédécesseur direct du balinais moderne. De plus, le (vieux) balinais reste la langue en usage dans les villages distants géographiquement et socialement de la cour.

## Attestations
De 884 à 942, toutes les inscriptions sont écrites en vieux balinais, à l’exception du pilier de Sanur, qui est en partie écrit en sanskrit. Elles commencent par la formule « yumu pakatahu sarbwa », qui signifie « chacun devrait savoir (que) » avec la date, consistant en le mois, le pakṣa, le jour de la semaine (le tithi) et finalement l’année de l’ère Saka.
De 951 à 983, la formule du début est abandonnée et remplacée par la date, qui change de format : elle débute par i(ng) śaka, suivi par le symbole de l’année, du nom du mois, du pakṣa, du nombre du tithi (toujours exprimé par un ordinal sanskrit féminin, à l’exception du premier jour, le pratipāda) et enfin le jour de la semaine de trois jours, précédé par la locution « rggas pasar », qui signifie « au temps du jour de marché ». Cette semaine, visiblement basée sur l’endroit — la capitale ou près de celle-ci — où le marché se tenait, n’est trouvée nulle part ailleurs, elle est donc spécifique à Bali.
Cependant, à partir de 994, cette semaine de trois jours est remplacée (sauf dans des inscriptions de 1001 et 1006) par celles en javanais, généralement représentées par des abréviations, avec le nom du wuku. À partir de cette période, le vieux balinais sera influencé par le vieux javanais.
Après 1016, plus aucune inscription en vieux balinais n’est produite. La dernière attestation retrouvée est intitulée « Sembiran A III ».

## Système d’écriture
Le vieux balinais utilisait l’alphasyllabaire balinais comme système d’écriture. Cet alphasyllabaire est proche de celui utilisé pour l’écriture du javanais, l’alphasyllabaire javanais, puisqu’ils sont tous deux des écritures brahmiques.
L’une des premières attestations du balinais, le pilier de Sanur, est écrit en sanskrit avec des éléments de prose en vieux balinais. Curieusement, la partie en sanskrit est écrite en alphasyllabaire balinais tandis que la partie en vieux balinais est écrite en ancien nagari (en),.

## Évolution
Une analyse d’une liste de mots en vieux balinais réunis par le linguiste néerlandais Roelof Goris (id) montre que parmi les 3 067 au total, 20 % ne possède pas d’équivalent en balinais moderne. Parmi les 80 % restants, 60 % de ces mots ont un registre de langue neutre, 20 % d’entre eux ont un registre élevé et finalement 20 % ont un registre bas. Parmi les termes en balinais modernes d’un bas registre de langue, 87 % sont hérités du vieux balinais, 11 % sont empruntés au vieux javanais  et 2 % le sont du sanskrit, tandis que parmi ceux qui composent le haut registre de langue, seulement 56 % viennent du vieux balinais, 19 % viennent du vieux javanais et enfin 25 % viennent du sanskrit. Le tableau ci-dessous montre quelques uns de ces mots.
| Français     | Vieux balinais | Balinais                   | Balinais                    |
| Français     | Vieux balinais | Registre de langue « bas » | Registre de langue « haut » |
| ------------ | -------------- | -------------------------- | --------------------------- |
| idée, pensée | angan          | keneh                      | angan                       |
| eau          | banyu          | yeh                        | banyu                       |
| riz          | bras           | baas                       | beras                       |
| endroit      | gnar           | tongos                     | genah                       |
| garder       | kmit           | jaga                       | kemit                       |
| grimper      | unggah         | penek                      | unggah                      |
| apporter     | aba            | aba                        | bakta                       |
| manger       | amah           | amah                       | ajeng                       |
| payer        | bajah          | bayah                      | taur                        |
| acheter      | bli            | beli                       | tumbas                      |
| demander     | idih           | idih                       | tunas                       |
| aller        | lwas           | luwas                      | lunga                       |
| enthousiaste | nyak           | nyak                       | kayun                       |

L’exemple suivant (un édit datant de 1001) montre que le registre de langue « bas » en balinais est plus proche du vieux balinais que le registre « haut ».
- vieux balinais : « yan singgah mangidih nasi me… pədəmen briənña ya mangamah saha tikər »
- balinais moderne (« bas » registre de langue) : « yen singgah ngidih nasi len… mədəm, baang ia ngamah len tikəh »
- balinais moderne (« haut » registre de langue) : « yening simpang ngarsayang rayunan miwah… merem, aturin ida rayunan sareng tikəh »
- français : « si [les officiers royaux] appellent, demandez du riz et… puisqu’ils vont probablement dormir, [quelque chose] à manger et des nattes doivent leur être donnés »

Les changements phonologiques majeurs entre le vieux balinais et le balinais moderne incluent :
- la lénition du son /r/ en /h/ partout, sauf dans les séquences /Cr/ (où « C » est une consonne) ;
- la perte du son /h/ au début d’un mot, et plus spécifiquement, intervocaliquement en bas-balinais[12].

Le haut-balinais conserve le son /h/ intervocaliquement, ainsi le vieux balinais bəras donne bəhas en haut-balinais mais baas en bas-balinais (par assimilation vocalique en conséquence). Cette lénition est avant-tout due à l’emprunt massif de mots vieux-javanais jusqu’au XVIe siècle. Cependant, ce changement n’a pas été lexicalisé régulièrement partout, il arrive donc que le son /r/ apparaisse dans une séquence où il n’est pas supposé figurer. Il s’agit d’un signe possible que le mot concerné est un emprunt, mais ce n’est pas une preuve absolue.
Un autre changement qui apparaît en bas-balinais mais pas en haut-balinais est l’ouverture de la voyelle /ə/ en /a/ à la fin des mots, ce qui entraîne des alternations morphophonologiques avec le préfixe verbal N-, réalisé /ŋ/ face à une voyelle, une semi-voyelle ou une consonne liquide mais /ŋə/ face à une base monosyllabique ou commençant par une consonne nasale.

## Emprunts
Le vieux balinais a surtout subi des influences du sanskrit dans un premier temps, puis du vieux javanais dans un second temps. Certains emprunts au sanskrit sont toujours utilisés en balinais moderne. Il est estimé qu’il en contient 705, dont 680, c’est-à-dire plus de 90 % d’entre eux appartiennent au registre de langue élevé. Ce sont surtout des noms, qui incluent des noms propres, les noms de dieux, de temples, d’offrandes et des termes liés au calendrier. L’une des raisons qui mènent à cet emprunt est que le balinais manquait de mots pour ces concepts, que le sanskrit pouvait alors exprimer. La première inscription en vieux balinais, « 001 Sakawana AI », datant de 882, compte 29 % d’emprunts sanskrits et 71 % de mots d’origine native. Cependant, cette proportion ne fera que diminuer. Par exemple, l’inscription intitulée « Trunyan C » et datant de 1049, compte seulement 8 % d’emprunts au sanskrit, 83 % de mots d’origine native et 9 % d’emprunts au vieux javanais. Le tableau suivant illustre un échantillon de ces emprunts.
| Français       | Sanskrit | Balinais                   | Balinais                    |
| Français       | Sanskrit | Registre de langue « bas » | Registre de langue « haut » |
| -------------- | -------- | -------------------------- | --------------------------- |
| ciel           | ambara   | langit                     | ambara                      |
| accorder       | anugraha | pabaang                    | anugraha                    |
| signe, marque  | cihna    | ciri                       | cihna                       |
| intelligence   | pradnya  | dueg                       | pradnya                     |
| année          | warsa    | tiban                      | warsa                       |
| vêtir, revêtir | wastra   | kamen                      | wastra                      |
| parce que      | karana   | karana                     | mawinan                     |
| route          | marga    | marga                      | margi                       |
| plante         | mula     | mula                       | tandur                      |

## Relation avec d’autres langues
Malgré les emprunts au vieux javanais, ce dernier et le vieux balinais restent très différents d’un point de vue phonologique, morphologique, syntaxique et lexical. Les évolutions et divergences phonologiques successives montrent une relation étroite plus entre le vieux balinais et le malais qu’avec le vieux javanais, même si ce sont toutes des langues malayo-polynésiennes. Cependant, il est possible d’observer des correspondances entre les affixes en vieux balinais et en vieux javanais qui figurent dans le tableau suivant.
| Fonction syntaxique | Vieux javanais | Vieux balinais |
| ------------------- | -------------- | -------------- |
| Nominalisateur      | pa             | pa             |
| Transitivité        | aken           | ang            |
| Intransitivité      | (m)a           | ma             |
| Rhème d’objectif    | in             | y              |
| Rhème d’agent       | (m)aN          | maN            |
| Aspect statique     | um             | um             |
| Particule locative  | i              | in             |

Cependant, d’autres mots ne sont pas apparentés mais d’origines différentes, comme l’illustre le tableau suivant.
| Français           | Vieux javanais | Vieux balinais |
| ------------------ | -------------- | -------------- |
| est                | wetan          | kangin         |
| ouest              | kulwan/kulon   | karuh          |
| face à la mer      | kidul          | klod           |
| face à la montagne | lor            | kadya          |